# Гипостазирование
Гипостазирование (от греч. ὑπόστασις – основание, сущность) — так называется логическая (семантическая) ошибка мышления, принимающего общие понятия, выражающие ту или другую сторону действительного бытия, за самостоятельно существующие субъекты или сущности. Гипостазирование также известно как реификация, конкретизм или ошибка неуместной конкретности.
Другими словами, это ошибка рассмотрения чего-либо, что не является конкретным, например, идеи, как конкретной вещи. Распространенным случаем овеществления является путаница модели с реальностью: «карта — это не территория».
В философии знаменитыми примерами этой ошибки являются метафизика Артура Шопенгауэра, гипостазировавшего понятие «воля», «числа» в пифагореизме.

## Причины
Овеществление происходит, когда естественные или социальные процессы неправильно понимаются или упрощаются; например, когда человеческие творения описываются как «факты природы, результаты космических законов или проявления божественной воли».
«Овеществление» может происходить из врожденного свойства разума упрощать собственный опыт.